# آتن
آتِن (به یونانی: Αθήνα، تلفظ: آثینا) پایتخت کشور یونان است. نام این شهر تاریخی از آتنا ایزدبانوی خرد و جنگ و الهه نگهبان این شهر گرفته شده‌است.

## جمعیت
جمعیت آتن در محدوده اصلی شهر، در سال ۲۰۰۳ معادل ۷۴۷٬۳۰۰ نفر بوده، درحالی‌که جمعیت حومه این شهر بسیار بیش از این بوده و جمعیت شهر با حومه اش حدود ۳٫۳۷ میلیون نفر در سال ۲۰۰۵ بوده‌است.

## جغرافیا
مساحت شهر آتن حدود ۳۹ کیلومتر مربع و مساحت آتن و حومه آن حدود ۴۱۲ کیلومتر مربع می‌باشد.
آتن و حومه اش کلاً حدود ۳٫۸۹ میلیون نفر جمعیت دارد که رده هشتم از لحاظ جمعیت را بین کشورهای عضو اتحادیه اروپا دارا می‌باشد. (در سال ۲۰۰۱)
شهر مزبور در جنوب جلگه مرکزی آتیک واقع شده و نهرهای کوهستانی کفیسوس و ایلیسوس در آن جریان دارند. آتن کمتر از هر پایتخت اروپایی دیگر فضای سبز دارد (چهار درصد) و آلودگی صوتی و آلودگی هوا در آن بسیار شدید است.

## تاریخ مختصر آتن
حدود ۳۰۰۰ پ. م این مکان مسکونی شد و آتن پیش از ۷۰۰ پ. م پایتخت آتیک متحد بود. ایرانیان در ۴۸۰ پ. م آن را فتح کردند و آتن به نخستین شهر یونان از لحاظ قدرت و فرهنگ در زمان پریکلس تبدیل شد. پس از مرگ اسکندر مقدونی، شهر تضعیف شد، اما تا ۵۲۹م که پوستی نیانوس مکاتب فلسفی را تعطیل کرد، به منزله یک مرکز روشنفکری شکوفا شد. در ۱۴۵۸م ترکان عثمانی آن را تصرف و غارت کردند و تا ۱۸۳۳ آن را در اختیار داشتند؛ آتن در ۱۸۳۴ پایتخت یونان شد. در جنگ جهانی دوم، از آوریل ۱۹۴۱ تا اکتبر ۱۹۴۴، در اشغال آلمان‌ها بود و تا ژانویه ۱۹۴۵ صحنه نبردهای شدید خیابانی بین سلطنت طلبان و پارتیزان‌های کمونیست شد. نگرانی فزاینده عمومی نسبت به پیامدهای سطوح بالای آلودگی بر آثار تاریخی و سلامت مردم سبب شد که از آوریل ۱۹۹۵ به مدت سه ماه رفت‌وآمد خودروها در شهر ممنوع شود. در سپتامبر ۱۹۹۹ زلزله‌ای به بزرگی ۹/۵ در مقیاس ریشتر، یونان را لرزاند و دست کم ۱۲۷ کشته و ۷۰ هزار بی‌خانمان بر جای گذاشت. مرکز آن، که قوی‌ترین زلزله از ۱۹۸۱ بود، ۱۲ مایلی شمال آتن گزارش شد.
در سال ۴۸۰ پیش از میلاد (دوره خشایارشا) ارتش هخامنشی به یونان یورش برد و در شهر آتن رژه رفت اما ناوگان دریای هخامنشی در نبرد سالامیس شکست خورد و نهایتاً تاخت و تازهای ایران در این سال پایان پذیرفت.

## بناهای تاریخی
- آکروپولیس مشرف بر شهر است
- پارتنون
- اِرِختئوم
- معبد آتنا نیکه که در نزدیکی محل آگورای قدیمی (بازار) تِسئوم قرار دارد،
- تماشاخانه دیونوسوس واقع شده‌است.
- دروازه هادریانوس
- ستون‌های معبد المپیان زئوس قرار دارد
- ورزشگاه مرمرین قرار دارد که در حدود ۳۳۰ پ م ساخته و در ۱۸۹۶ بازسازی شد.

## مکان‌های برهنگی
- آلسوس کیفیسیاس
- پلاژ برهنگی گلیفادا
- پلاژ برهنگی فلیسووس
- پلاژ برهنگی پیرائوس

## مترو
متروی آتن در سال ۱۸۶۹ تأسیس شده و هم‌اکنون دارای ۳ خط و ۶۵ ایستگاه می‌باشد. این مترو از قدیمی‌ترین متروهای جهان محسوب می‌شود.

## تیم‌های ورزشی
آ. ا. ک آتن و پاناتینایکوس تیم‌های فوتبال مطرح آتن است.